# Kathrin Wagner-Bockey

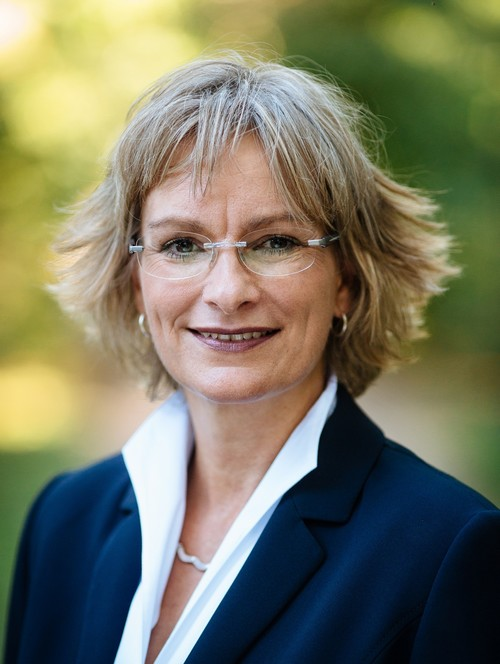
Kathrin Bockey

Kathrin Wagner-Bockey (seit Januar 2020 Kathrin Bockey) (* 14. Februar 1968 in Buchholz in der Nordheide) ist eine deutsche Kriminalbeamtin und Politikerin der Sozialdemokratischen Partei Deutschlands (SPD) sowie seit 2021 Bürgermeisterin der Samtgemeinde Elbmarsch. Zuvor war sie von 2017 bis 2021 Abgeordnete im Schleswig-Holsteinischen Landtag.

## Leben
Bockey machte 1988 Abitur am Otto-Hahn-Gymnasium in Geesthacht und absolvierte anschließend eine Ausbildung im mittleren Dienst bei der Polizei Hamburg. Von 1993 bis 1996 studierte sie an der Fachhochschule der Polizei in Hamburg und schloss als Diplomverwaltungswirtin (Fachbereich Polizei) ab. Sie war bis zum Einzug in den Landtag als Kriminalhauptkommissarin in Hamburg tätig.
Bockey hat zwei erwachsene Kinder und ist zweimal geschieden. Im Januar 2020 legte sie den Namen Wagner-Bockey ab und heißt seitdem Kathrin Bockey.

## Politisches Ehren- und Hauptamt
Seit 1999 ist sie Mitglied der SPD und war von 2003 bis 2020 Ratsherrin in der Ratsversammlung von Geesthacht. Dort wirkte sie von 2003 bis 2013 als stellvertretende Vorsitzende des Schulausschusses und seit 2013 als stellvertretende Vorsitzende des Hauptausschusses. Von Mai 2013 bis Dezember 2019 war sie SPD-Fraktionsvorsitzende in der Ratsversammlung. 
Seit 2015 ist Bockey stellvertretende Vorsitzende der SPD im Kreisverband Lauenburg. 
Bei der Landtagswahl in Schleswig-Holstein 2017 am 7. Mai 2017 erreichte sie mit 36 Prozent der Erststimmen ein Direktmandat im Landtagswahlkreis Lauenburg-Süd und damit den Einzug als Abgeordnete in den Landtag von Schleswig-Holstein. Sie war dort stellvertretende Vorsitzende des Innen- und Rechtsausschusses, Mitglied des Ausschusses für die Zusammenarbeit in der Metropolregion Hamburg-Schleswig-Holstein, stellvertretendes Mitglied im Petitionsausschuss sowie Polizei- und Sportpolitische Sprecherin der SPD-Landtagsfraktion. Darüber hinaus ist Wagner-Bockey Beisitzerin in der G 10-Kommission.
Am 12. Januar 2021 wurde Kathrin Bockey als Bürgermeisterkandidatin der SPD für die Samtgemeinde Elbmarsch nominiert. Sie erhielt 64 % der Stimmen und setzte sich somit im ersten Wahlgang durch. Sie trat ihr Amt am 1. November 2021 an. Im Zuge ihres Amtsantritts als Bürgermeisterin legte sie ihr Landtagsmandat nieder. Für sie rückte Stefan Bolln in den Landtag nach.